# Rhizocarpon geographicum
Espèce
Rhizocarpon geographicum, le Lichen géographique, est une espèce de lichens crustacés formant des plaques de couleur générale verte sur les rochers siliceux des montagnes et des bords de mer. Il doit son nom à son aspect mosaïque faisant penser à une carte géographique ou à une image aérienne.
Ce lichen vit jusqu'à 4 500 ans dans des zones froides et arides. Cette caractéristique est utilisée par la lichénométrie.